# Sima Samar
Sima Samar, född 3 februari 1957 i Jaghori i Ghazni i Afghanistan, är ordförande för Afghanistan Independent Human Rights Commission (AIHRC) och arbetar bland annat på uppdrag av FN.

## Biografi
Sima Samar tillhör den etniska folkgruppen hazarerna, en shiamuslimsk minoritetsgrupp som ofta kommit i kläm mellan pashtunerna i söder och tadzjikerna i norr. Hon har riskerat sitt liv under det långa kriget för att hjälpa människor och gör det fortfarande. Hon är en av landets ledande människorättsaktivist att verka för kvinnors och mänskliga rättigheter.
Samar har fungerat som en av de ledande rösterna i Afghanistan för kvinnors rättigheter. Hon blev färdigutbildad läkare 1982 vid Kabuls universitet och hon var med och grundade det första kvinnosjukhuset i Afghanistan 1987. Samar flydde från Afghanistan i mitten av 1980-talet då hennes man försvann under den sovjetiska ockupationen. I exil fortsatte hon kämpa för kvinnornas rättigheter och startade sjukhus, hälsokliniker och flickskolor. Hon grundade organisationen Shuhada, år 1989 i Pakistan. Organisationen har drivit skolor, sjukhus och hälsokliniker för kvinnor och flickor både i Afghanistan och i flyktinglägret i Quetta i Pakistan. Samar trotsade talibanernas förbud och var en av de drivande bakom kvinnosjukhus och skolutbildning för flickor över hela landet. Efter talibanregimens fall, kring 2001, drev hon fyra sjukhus, tio kliniker och skolor för mer än 20 000 barn.
2001 tillsattes hon som vice premiärminister av Afghanistans interimstyre. Samtidigt innehade hon ämbetet som Afghanistans kvinnominister. Hon blev den första kvinnliga ministern sedan 1992, den sjätte kvinna att bli minister i Afghanistan,  och den första ministern för kvinnofrågor (jämställdhet) sedan Shafiqa Ziaie på 1970-talet.

## Erkännande
Sima Samar har fått en rad olika priser för sitt arbete för mänskliga rättigheter och kvinnors rättigheter runt om i världen. Hon har bland annat fått 2001 John Humphrey Freedom Award, Perdita Huston Award Ceremony, 2004 Jonathan Mann Award for Health and Human Rights och Honorary Doctorate of Laws från Alberta-universitetet.

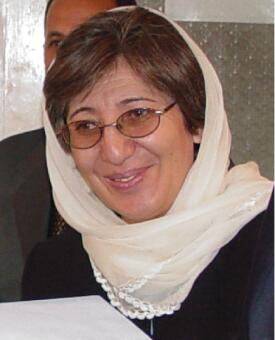
Sima Samar